# Сушина
Су́шина (болг. Сушина) — село в Шуменській області Болгарії. Входить до складу общини Вирбиця.

## Населення
За даними перепису населення 2011 року у селі проживали 319 осіб.
Національний склад населення села:
| Національність   | Кількість осіб | Відсоток |
| ---------------- | -------------- | -------- |
| турки            | 255            | 95,5%    |
| болгари          | 8              | 3,0%     |
| цигани           | 0              | 0%       |
| інша             | 0              | 0%       |
| не визначились   | 4              | 1,5%     |
| Всього відповіли | 267            |          |

Розподіл населення за віком у 2011 році:
Динаміка населення: